# 마도로
마도로(Mado-ro)는 경기도 이천시 마장면 에서 광주시 도척면을 잇는 도로이다.

## 주요 경유지
경기도
- 이천시 (마장면) - 광주시 (도척면)

## 노선
| 이름                | 접속 노선                | 소재지 | 소재지        | 비고 |
| ------------------- | ------------------------ | ------ | ------------- | ---- |
| 마도삼거리          | 국도 제42호선 (중부대로) | 이천시 | 마장면        |      |
| 마장고후문앞 교차로 | 양촌로30번길             | 이천시 | 마장면        |      |
| 관리산단 교차로     |                          | 이천시 | 마장면        |      |
| 관4리 교차로        | 마도로106번길            | 이천시 | 마장면        |      |
| 관리 교차로         | 마도로135번길            | 이천시 | 마장면        |      |
| 자지기고개          |                          | 이천시 | 마장면        |      |
|                     | 광주시                   | 도척면 |               |      |
| 도척파출소앞 교차로 | 광주시                   | 도척면 | 도척로 고녹길 |      |